# Psilopterus affinis
Psilopterus affinis is een uitgestorven vogelsoort uit de familie schrikvogels (Phorusrhacidae). De soort is bekend van fossiele vondsten uit de Guaranitica Formation (= Deseado Formation) van het Midden- tot Laat-Oligoceen (ongeveer 23 tot 28 miljoen jaar geleden) van de provincie Chubut in Patagonië (Argentinië). Dit is de schrikvogel waarvan tot nu toe de minste vondsten bekend zijn: slechts een vrijwel complete tarsometatarsus is gevonden, aan de hand waarvan iets over de verwantschappen en het formaat van de soort is afgeleid.

## Beschrijving
Psilopterus affinis is maar licht groter dan P. bachmanni, de kleinst bekende schrikvogel. De soort verschilt van alle andere Psilopterus-soorten doordat het bovenste deel van de hypotarsus, een uitsteeksel op het proximale deel van de tarsometatarsus, door een dwarse groef duidelijk gescheiden is van de cotyla, een komvormige holte aan hetzelfde uiteinde van de tarsometatarsus.

### Gevonden materiaal
De soort is slechts bekend van één enkel gevonden fragment, het holotype MACN-A-52-184, bestaande uit een rechter tarsometatarsus waarvan een segment van de diafyse (het lange midden van een bot) ontbreekt.